# Groove Coverage
Groove Coverage é um grupo alemão formado em 1999, e mistura vários estilos nas suas canções, nomeadamente dance-pop, Eurodance, euro-trance e pop/rock. É composta por cinco artistas: Axel Konrad, DJ Novus, Melanie Münch (conhecida como Mell), Verena Rehm e Ole Wierk. A banda tem tido grandes êxitos em todo o mundo, mas especialmente no seu país natal. Realizaram remixes de canções bastante populares. Lançaram três álbuns oficiais e ainda um "Best Of" em 2005. Nos EUA, lançaram um álbum chamado Groove Coverage: Greatest Hits.
Realizaram um cover de Mike Oldfields, "Moonlight Shadow", um cover em versão dance de “Poison” do Alice Cooper, bem como uma versão em inglês da canção "Fata Morgana" que pertence ao grupo austríaco Erste Allgemeine Verunsicherung. No seu mais recente álbum, produziram uma versão de “21st Century Digital Boy” dos Bad Religion intitulada “21st Century Digital Girl”.
Em 14 de agosto de 2007, o grupo anunciou em seu site que um novo single e álbum será lançado em breve. Além disso, o vídeo da música para o novo single será filmado em 3 de outubro. Em 23 de novembro de 2007, Groove Coverage lançou seu primeiro álbum Greatest Hits, na Alemanha, com todos os seus sucessos, o novo single, "Because I Love You", duas novas faixas e remixes de bônus.
Em 9 de junho de 2008, Groove Coverage anunciou em seu site oficial que um novo single está em produção. Em 28 março de 2010, foi anunciado que um novo single e álbum sairia na primavera de 2010.
O novo single Groove Coverage é intitulado "Innocent", que é um cover da famosa música de Mike Oldfield. O single foi lançado em 1º de outubro, na sequência do clube e promoção de rádio durante agosto e setembro. Não foi anunciado qualquer notícia, nem uma data de lançamento do quarto álbum de estúdio ainda.
O duo holandês de Música eletrônica, W&W, lançou uma nova versão de "God Is A Girl", considerado por muitos o melhor single do Groove Coverage. Após tocar por muitos festivais, a data de lançamento foi divulgada pelo próprio duo, ganhando muita força na cena devido à sensação nostálgica que trouxeram. Mantém um pouco dos elementos da música original, com uma pegada mais energética, sendo assim, pode-se considerar que não é um remix, mas sim um rework, que consiste em apenas mudar alguns detalhes da música, mas não sua essência em si. Foi lançada oficialmente no dia 12 de março de 2018.

## Discografia
Álbuns de estúdio
- 2002 - Covergirl
- 2004 - 7 Years and 50 Days
- 2006 - 21st Century
- 2012 - Riot on The Dancefloor

Coletâneas
- 2005 - Best of Groove Coverage

## Singles
- 1999 - "Hit Me"
- 2000 - "Are U Ready"
- 2001 - "Moonlight Shadow"
- 2002 - "God Is A Girl"
- 2003 - "Poison"
- 2003 - "The End"
- 2004 - "7 Years and 50 Days"
- 2004 - "Runaway"
- 2004 - "She"
- 2005 - "Holy Virgin"
- 2006 - "On The Radio"
- 2006 - "21st Century Digital Girl"
- 2007 - "Because I Love You"
- 2010 - "Innocent"
- 2011 - "Angeline"
- 2012 - "Think About The Way"
- 2018 - "God Is A Girl" (W&W Rework)

## Mixes de Groove Coverage
- 2001: Chupa - "Arriba"
- 2002: DJ Valium - "Bring the Beat Back"
- 2002: X-Perience - "It's A Sin"
- 2002: Special D - "Come With Me"
- 2002: Silicon Bros - "Million Miles from Home"
- 2003: Seven - "Spaceman Came Traveling"
- 2003: DJ Cosmo - "Lovesong"
- 2003: Sylver - "Livin' My Life"
- 2004: Mandaryna - "Here I Go Again"
- 2004: Sylver - "Love Is an Angel"
- 2005: Baracuda - "Ass Up!"
- 2006: Melanie Flash - "Halfway to Heaven"
- 2006: N-Euro - "Lover on the Line"
- 2006: Max Deejay vs. DJ Miko - "What's Up"
- 2007: Baracuda - "La Di Da"
- 2008: DJ Goldfinger - "Love Journey Deluxe"
- 2008: Arnie B - "Another Story"
- 2008: Arsenium - "Rumadai"
- 2008: Master Blaster - "Everywhere"
- 2008: N.I.N.A. - "No More Tears"
- 2009: Rod Stewart - "Sailing"